# Sony Ericsson P900

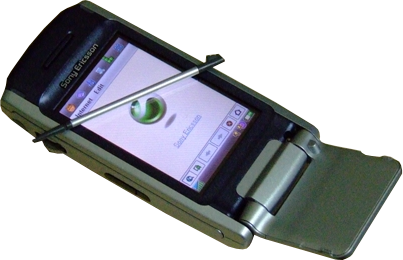
Sony Ericsson P900.

Sony Ericsson P900 är en smartphone telefon från Sony Ericsson.
Telefonen introducerades 2003 och var en uppföljare till Sony Ericsson P800 och använder precis som sin föregångare UIQs plattform (v2.1) och ARM9 156 MHz processor.
Under 2004 ersattes Sony Ericsson P900 av uppföljaren Sony Ericsson P910.